# Pandelleia ornata
Pandelleia ornata är en tvåvingeart som först beskrevs av Boris Borisovitsch Rohdendorf 1923.  Pandelleia ornata ingår i släktet Pandelleia och familjen parasitflugor. Inga underarter finns listade i Catalogue of Life.